# دختری که همه‌چیز داشته‌است
«دختری که همه چیز داشته است» (انگلیسی: The Girl Who Had Everything) فیلمی در ژانر درام و رمانتیک به کارگردانی ریچارد تورپ است که در سال ۱۹۵۳ منتشر شد.

## بازیگران
- الیزابت تیلور
- فرناندو لاماس
- ویلیام پاول
- گیگ یانگ
- جیمز ویتمور
- بری نورتون
- پل هاروی
- ارل هاجینز